# JP Pietersen
Jon-Paul Roger „JP” Pietersen  (ur. 12 lipca 1986 w Stellenbosch) – południowoafrykański rugbysta, skrzydłowy lub obrońca. Zdobywca Pucharu Świata z 2007. Zawodnik Sharks i Panasonic Wild Knights.
W dorosłej reprezentacji RPA debiutował w meczu z Australią w 2006. Wcześniej grał w juniorskich drużynach Springboks. W 2007 roku znalazł się w składzie RPA na zwycięski dla nich Puchar Świata. W turnieju zaliczył 4 przyłożenia.